# Калудра (Рековац)
Калудра је насеље у Србији у општини Рековац у Поморавском округу. Према попису из 2022. било је 180 становника.

## Историја
До Другог српског устанка Калудра се налазила у саставу Османског царства. Након Другог српског устанка Калудра улази у састав Кнежевине Србије и административно је припадала Јагодинској нахији и Левачкој кнежини све до 1834. године када је Србија подељена на сердарства.
Село је подељено на Горњу и Доњу Калудру. У прошлости село је било поред реке, далеко од садашњег села али се становништво највероватније због куге или неке друге заразе преселило на место данашњег села, што је подржано проналаском два гробља на месту старог села.

## Демографија
У насељу Калудра живи 301 пунолетни становник, а просечна старост становништва износи 55,5 година (54,4 код мушкараца и 56,5 код жена). У насељу има 128 домаћинстава, а просечан број чланова по домаћинству је 2,55.
Ово насеље је великим делом насељено Србима (према попису из 2002. године), а у последња три пописа, примећен је пад у броју становника.
|  |

| Демографија | Демографија | Демографија |
| Година      | Становника  | Становника  |
| ----------- | ----------- | ----------- |
| 1948.       | 842         |             |
| 1953.       | 849         |             |
| 1961.       | 811         |             |
| 1971.       | 674         |             |
| 1981.       | 583         |             |
| 1991.       | 454         | 450         |
| 2002.       | 327         | 346         |

| Етнички састав према попису из 2002.‍ | Етнички састав према попису из 2002.‍ | Етнички састав према попису из 2002.‍ | Етнички састав према попису из 2002.‍ | Етнички састав према попису из 2002.‍ |
| ------------------------------------ | ------------------------------------ | ------------------------------------ | ------------------------------------ | ------------------------------------ |
|                                      |                                      |                                      |                                      |                                      |
| Срби                                 | Срби                                 |                                      | 326                                  | 99,69%                               |
| непознато                            | непознато                            |                                      | 1                                    | 0,30%                                |

| Калудра у пописима Јагодинске нахије — од 1818. до 1829.                          |       |       |       |       |       |       |          |       |       |       |       |       |
| Година пописа                                                                     | 1818. | 1819. | 1820. | 1821. | 1822. | 1823. | 1824/25. | 1825. | 1826. | 1827. | 1828. | 1829. |
| Куће                                                                              | 34    | 36    | 35    | 37    | 37    | 35    | 35       | 35    | 37    | 39    | 38    | 38    |
| Пореске главе*                                                                    | -     | 41    | 41    | 46    | 47    | 48    | 45       | 44    | 45    | 43    | 45    | 44    |
| Арачке главе**                                                                    | 85    | 93    | 97    | 96    | 100   | 98    | 109      | 113   | 117   | 120   | 120   | 124   |
| *Пореске главе = Ожењени мушкарци \| ** Арачке главе = Мушкарци од 7 до 70 година |       |       |       |       |       |       |          |       |       |       |       |       |

| Година пописа     | 1948. | 1953. | 1961. | 1971. | 1981. | 1991. | 2002. |
| ----------------- | ----- | ----- | ----- | ----- | ----- | ----- | ----- |
| Број домаћинстава | 150   | 163   | 174   | 166   | 165   | 152   | 128   |

| Број чланова      | 1  | 2  | 3  | 4 | 5 | 6 | 7 | 8 | 9 | 10 и више | Просек |
| ----------------- | -- | -- | -- | - | - | - | - | - | - | --------- | ------ |
| Број домаћинстава | 32 | 41 | 31 | 9 | 9 | 4 | 1 | 1 | 0 | 0         | 2,55   |

| Пол    | Укупно | Неожењен/Неудата | Ожењен/Удата | Удовац/Удовица | Разведен/Разведена | Непознато |
| ------ | ------ | ---------------- | ------------ | -------------- | ------------------ | --------- |
| Мушки  | 144    | 25               | 99           | 13             | 7                  | 0         |
| Женски | 165    | 17               | 99           | 46             | 3                  | 0         |
| УКУПНО | 309    | 42               | 198          | 59             | 10                 | 0         |

| Пол    | Укупно                    | Пољопривреда, лов и шумарство | Рибарство                            | Вађење руде и камена | Прерађивачка индустрија       |
| ------ | ------------------------- | ----------------------------- | ------------------------------------ | -------------------- | ----------------------------- |
| Мушки  | 101                       | 84                            | 0                                    | 0                    | 8                             |
| Женски | 80                        | 76                            | 0                                    | 0                    | 2                             |
| УКУПНО | 181                       | 160                           | 0                                    | 0                    | 10                            |
| Пол    | Производња и снабдевање   | Грађевинарство                | Трговина                             | Хотели и ресторани   | Саобраћај, складиштење и везе |
| Мушки  | 2                         | 0                             | 1                                    | 0                    | 4                             |
| Женски | 0                         | 0                             | 0                                    | 0                    | 0                             |
| УКУПНО | 2                         | 0                             | 1                                    | 0                    | 4                             |
| Пол    | Финансијско посредовање   | Некретнине                    | Државна управа и одбрана             | Образовање           | Здравствени и социјални рад   |
| Мушки  | 0                         | 0                             | 0                                    | 2                    | 0                             |
| Женски | 0                         | 0                             | 0                                    | 1                    | 1                             |
| УКУПНО | 0                         | 0                             | 0                                    | 3                    | 1                             |
| Пол    | Остале услужне активности | Приватна домаћинства          | Екстериторијалне организације и тела | Непознато            | Непознато                     |
| Мушки  | 0                         | 0                             | 0                                    | 0                    | 0                             |
| Женски | 0                         | 0                             | 0                                    | 0                    | 0                             |
| УКУПНО | 0                         | 0                             | 0                                    | 0                    | 0                             |